# Všepolská mládež

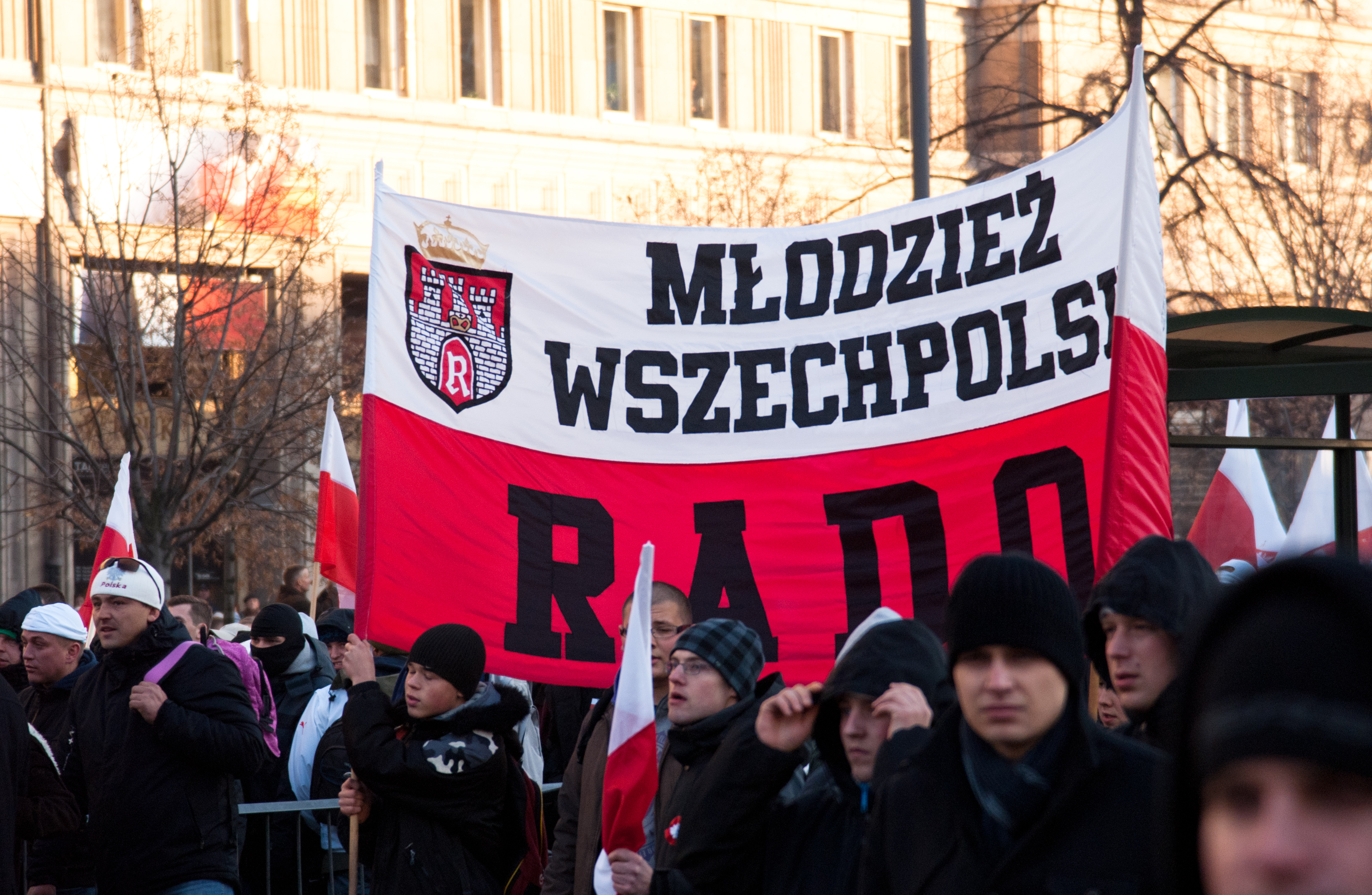
Młodzież Wszechpolska (2011)

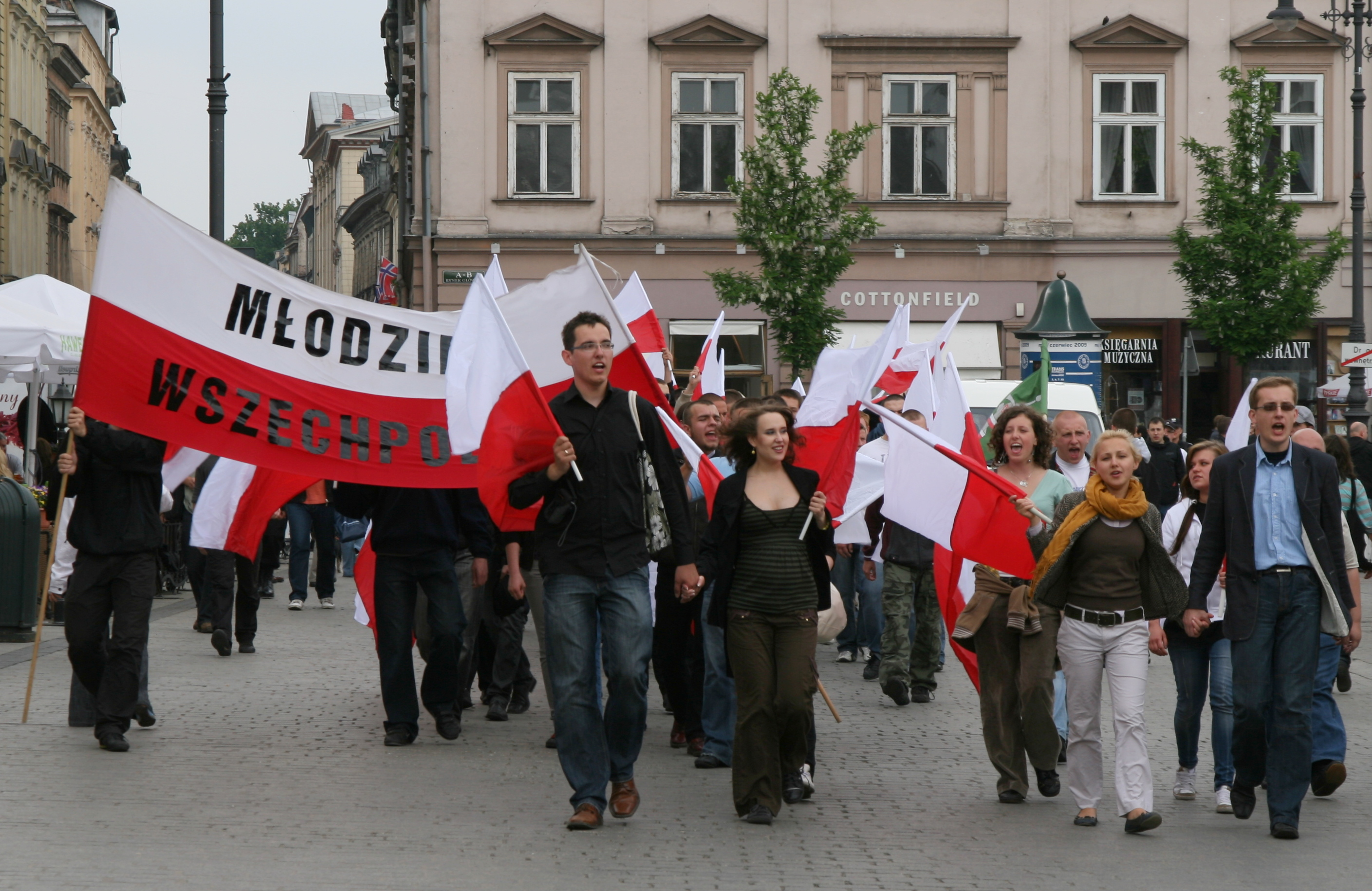
Młodzież Wszechpolska v Krakově (2009)

Všepolská mládež, polsky Młodzież Wszechpolska [muoďžež všechpolska], zkratka MW, je polská organizace mladých, která je charakteristická nacionalistickou a krajně katolickou rétorikou. Ve svém programu deklaruje, že jejím cílem je výchova mládeže v katolickém a národním duchu. Úzce spolupracuje s polskou politickou stranou Ligou polských rodin (LPR) a často bývá považována za její mládežnickou organizaci, a dokonce i bojůvku.
Třetí ideová deklarace z roku 1989 hovoří mj. o tom, že „národ je nejvyšší dočasnou hodnotou. První po Bohu láska patří Vlasti a první po Bohu služba patří vlastnímu národu“. Ve stejném dokumentu se vyhrazuje proti „doktrínám hlásajícím svévoli, liberalismus, tolerancionismus a relativismus“.

## Historie

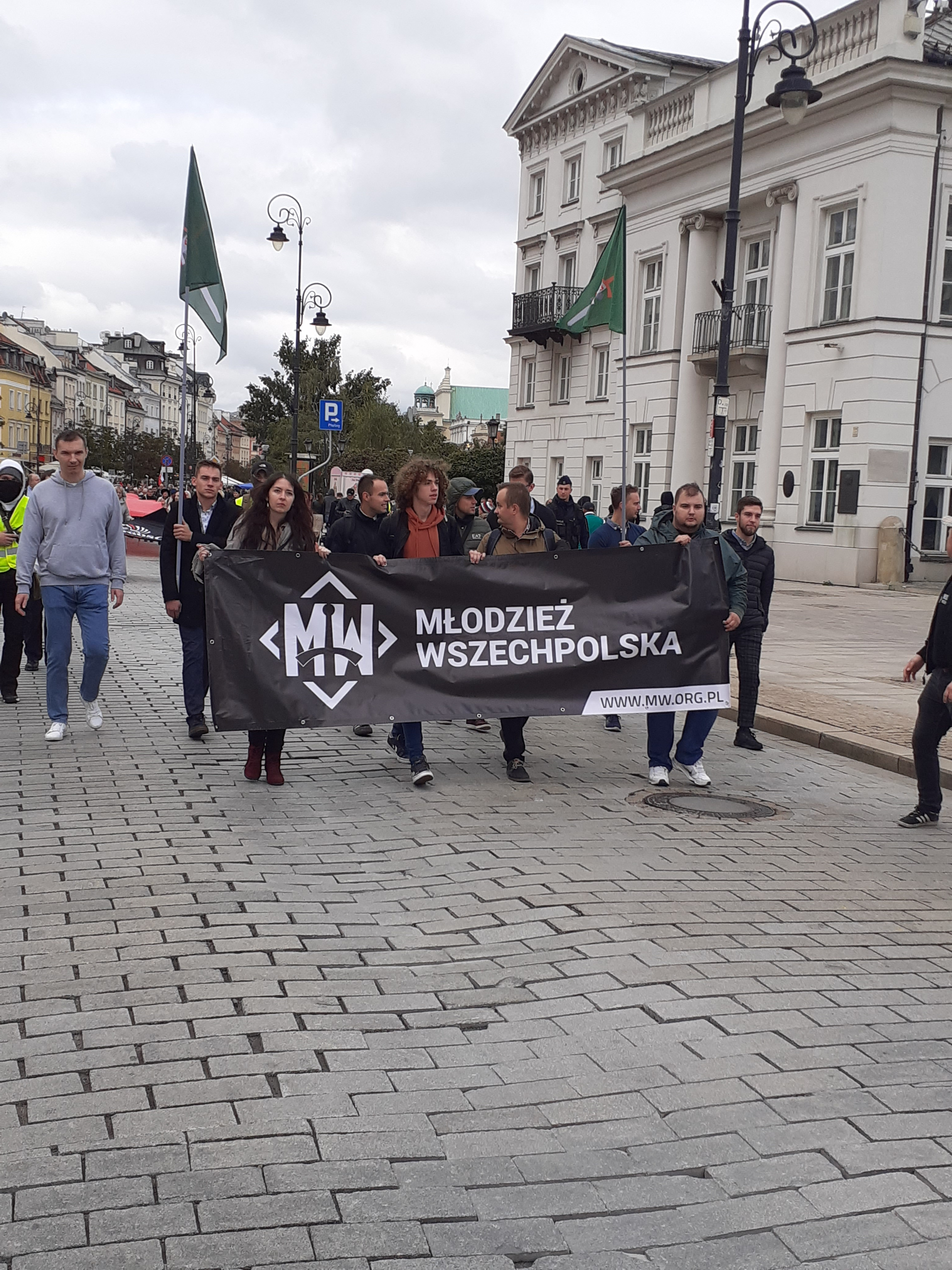
Všepolská mládež na přehlídce ve Varšavě v roce 2022.

Všepolská mládež vznikla v roce 1922, obnovena byla z iniciativy Romana Giertycha (nyní předseda LPR) 2. prosince 1989, od roku 2001 spolupracuje s LPR.
Už v meziválečných letech prosazovali ekonomický bojkot Židů a omezení jejich přístupu k vyššímu vzdělání, v době 2. světové války však odmítali nacistickou politiku a bojovali v řadách Zemské armády. Struktury organizace byly v konspiraci obnoveny v letech 1943/1944 a rozbity komunistickými orgány v letech 1946/1947.
V současnosti je deklarovaný cíl výchova mládeže v duchu národních a katolických hodnot, ne politická činnost, kterou však mohou provozovat jednotliví členové, ale ne jménem organizace. Na kandidátkách LPR do parlamentních voleb v roce 2005 však byla řada členů strany LPR nahrazena Romanem Giertychem právě členy Všepolské mládeže, a to i přes protesty lokálních organizací strany a dalšími členy vedení.

## Kritika
Všepolská mládež byla kritizována, že se její představitelé mnohonásobně angažovali v ideologických akcích s použitím násilí, jako příklad lze uvést akce členů Všepolské mládeže během tzv. Pochodů za rovnost (Parada Równości, které organizovaly organizace homosexuálů a které měly poukazovat na netoleranci a nerovnoprávnost osob patřící k sexuálním menšinám) v červnu 2005. Polský bulvární deník Fakt také na podzim 2005 zveřejnil několik let staré snímky ze setkání, kde tehdejší členové Všepolské mládeže (a někteří z nich později vysoce postavení členové LPR, Bogusław Sobczak a Szymon Pawłowski) měli zdvižené ruce. Podle deníku šlo o hajlování, obvinění se hájili tím, že si zdviženou rukou objednávali další pivo.